# Стрёмхольм, Кристер
Кристер Стрёмхольм (швед. Christer Strömholm; 22 июля 1918, Стокгольм — 11 января 2002, там же) — шведский фотограф.

## Биография
Сын офицера кавалерии, в 1924 родители развелись, в 1934 отец покончил с собой. С 1935 Кристер учился в Германии, с 1937 — во Франции, в том числе — в Академии Андре Лота. Был в Испании в период гражданской войны. В 1938 изучал искусство во Флоренции и Риме, позднее жил в Монте-Карло, Марселе, Париже, Тунисе. В 1940 вернулся в Швецию, чтобы отбыть воинскую службу, пошел добровольцем на советско-финскую войну. Участник Второй мировой войны, воевал против гитлеровских войск в Норвегии, участвовал в движении Сопротивления. Был награждён. В 1944 году женился на хореографе Эллен Лундстрём, однако брак продлился недолго.
После войны продолжил изучение живописи в Париже, увлекся фотографией, но продолжал заниматься живописью. В 1950—1953 входил в немецкую группу Fotoform. Вместе с Петером Вайсом работал над документальным фильмом о завсегдатаях бистро в Старом городе Стокгольма Лица в темноте (1956). Начал преподавать фотоискусство в Стокгольмском университете. Много путешествовал по миру, подолгу жил во Франции. В 1962 был избран президентом Школы фотографии при Стокгольмском университете, руководил ею до 1974. Снимался в кино, выпустил несколько книг, в том числе — сборников афоризмов.
Скончался после долгой болезни.

## Творчество
Зрение Стрёмхольма-фотографа было сформировано его опытом живописца, наиболее значимым для которого остался интернациональный сюрреализм. Стрёмхольму принадлежат серии фотоснимков Парижа и Испании, Японии и США, абстрактные работы, фотопортреты крупнейших представителей современного искусства (Марсель Дюшан, Ман Рэй, Макс Эрнст, Фернан Леже, Альберто Джакометти, Александр Колдер).

## Признание
В 1965 шведский журнал FOTO назвал Стрёмхольма фотографом десятилетия. Международная фотографическая премия «Хассельблад» (1997).